# Йокович, Душан
Ду́шан Йо́кович (серб. Душан Јоковић; род. 4 июля 1999, Кралево) — сербский футболист, защитник чешского клуба «Лишень».

## Клубная карьера
Родился 4 июля 1999 года в Кралево, Сербия и Черногория, начал заниматься в спортивной школе клуба Кикер. Получив капитанскую повязку, Йокович перешёл в академию клуба «Бродарац», в составе которого стал победителем юношеского чемпионата Сербии 2016/17. В следующем сезоне, Йокович принял участие в Юношеской лиге УЕФА, где вылетел в 1/16 финала от английского клуба «Манчестер Юнайтед».
По некоторым данным, в сезоне 2017/18 выступал за «Бродарац» в лиге зоны Белград, в котором клуб занял первоё место. По рекомендации Милана Дудича, летом 2018 года подписал трёхлетний контракт с австрийским клубом «ЛАСК». После подписания контракта, до конца 2018 года был отдан в аренду хорватскому «Сесвете». 2 сентября в матче против дублёров «Осиека» он дебютировал во втором хорватском дивизионе. По окончании срока аренды, она была продлена до конца сезона.
В начале июня 2019 года, Йокович подписал четырёхлетний контракт с хорватской «Локомотивой». До января 2020 года на правах аренды вернулся в «Сесвете». По истечении арендного соглашения защитник расторг контракт и покинул клуб в статусе свободного агента.
В июле 2020 года присоединился к «Пролетер» (Нови-Сад) и прошёл с команду предсезонную подготовку в турецкой Антальи. В матче первого тура сезона 2019/2020 годов он дебютировал в сербской Суперлиге против «Воеводины». 14 марта в матче против «Рада» он забил дебютный гол за команду.